# Фолкушова
Фолкушова (словац. Folkušová) — село, громада округу Мартін, Жилінський край, регіон Турєц. Кадастрова площа громади — 6,01 км².
Населення 145 осіб (станом на 31 грудня 2018 року).

## Історія
Фолкушова згадується 1331 року.

## Населення
| Рік:            | 1994. | 2004.   | 2014.   | 2024.    |
| --------------- | ----- | ------- | ------- | -------- |
| Кількість осіб: | 130   | 128     | 137     | 158      |
| Різниця:        |       | -1,53 % | +7,03 % | +15,32 % |

| Рік:            | 2023. | 2024.   |
| --------------- | ----- | ------- |
| Кількість осіб: | 157   | 158     |
| Різниця:        |       | +0,63 % |